# Langenburg (Saskatchewan)
Langenburg è un comune del Canada, situato nella provincia del Saskatchewan, nella divisione No. 5.